# Villeneuve-de-Marsan
Pour les articles homonymes, voir Villeneuve et Marsan (homonymie).
Villeneuve-de-Marsan est une commune du Sud-Ouest de la France, située dans le département des Landes (région Nouvelle-Aquitaine).

## Géographie

### Localisation
Commune située dans le pays de Marsan sur le Midou, à 20 km à l'est de Mont-de-Marsan.

### Communes limitrophes
Les communes limitrophes sont  Arthez-d'Armagnac, Lacquy, Le Frêche, Perquie, Pujo-le-Plan, Saint-Cricq-Villeneuve et Sainte-Foy.
| Sainte-Foy             | Lacquy               | Le Frêche         |
| Saint-Cricq-Villeneuve | Villeneuve-de-Marsan | Arthez-d'Armagnac |
| Pujo-le-Plan           | Perquie              |                   |

### Hydrographie
Le ruisseau de la Gaube, affluent gauche du Midou, et les ruisseaux de Lusson et du Moulin de Pouydesseaux (respectivement tributaires gauche et droit de la Midouze), dans le bassin versant de l'Adour, confluent sur la commune.

### Climat
Pour des articles plus généraux, voir Climat de la Nouvelle-Aquitaine et Climat des Landes.
Historiquement, la commune est exposée à un climat océanique aquitain.  
En 2020, Météo-France publie une typologie des climats de la France métropolitaine dans laquelle la commune est exposée à un climat océanique et est dans la région climatique  Aquitaine, Gascogne, caractérisée par une pluviométrie abondante au printemps, modérée en automne, un faible ensoleillement au printemps, un été chaud (19,5 °C), des vents faibles, des brouillards fréquents en automne et en hiver et des orages fréquents en été (15 à 20 jours).
Pour la période 1971-2000, la température annuelle moyenne est de 13,1 °C, avec une amplitude thermique annuelle de 14,7 °C. Le cumul annuel moyen de précipitations est de 1 003 mm, avec 11,8 jours de précipitations en janvier et 7,2 jours en juillet. Pour la période 1991-2020, la température moyenne annuelle observée sur la station météorologique la plus proche, située sur la commune de Grenade-sur-l'Adour à 16 km à vol d'oiseau, est de 14,1 °C et le cumul annuel moyen de précipitations est de 1 009,5 mm,. Pour l'avenir, les paramètres climatiques de la commune estimés pour 2050 selon différents scénarios d'émission de gaz à effet de serre sont consultables sur un site dédié publié par Météo-France en novembre 2022.

## Urbanisme

### Typologie
Au 1er janvier 2024, Villeneuve-de-Marsan est catégorisée bourg rural, selon la nouvelle grille communale de densité à sept niveaux définie par l'Insee en 2022.
Elle appartient à l'unité urbaine de Villeneuve-de-Marsan, une unité urbaine monocommunale constituant une ville isolée,. Par ailleurs la commune fait partie de l'aire d'attraction de Mont-de-Marsan, dont elle est une commune de la couronne,. Cette aire, qui regroupe 101 communes, est catégorisée dans les aires de 50 000 à moins de 200 000 habitants,.

### Occupation des sols

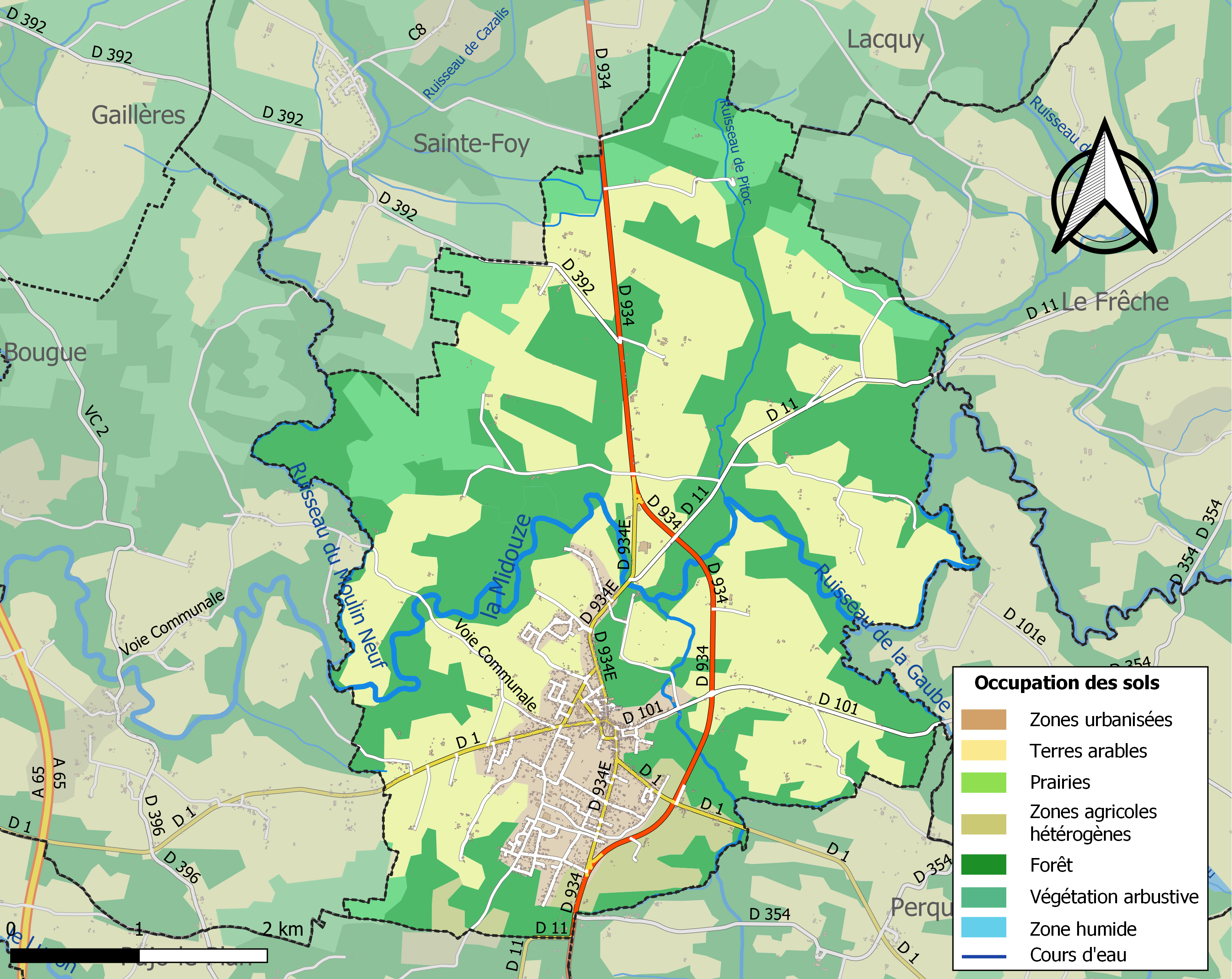
Carte des infrastructures et de l'occupation des sols de la commune en 2018 (CLC).

L'occupation des sols de la commune, telle qu'elle ressort de la base de données européenne d’occupation biophysique des sols Corine Land Cover (CLC), est marquée par l'importance des forêts et milieux semi-naturels (48,1 % en 2018), une proportion sensiblement équivalente à celle de 1990 (48,6 %). La répartition détaillée en 2018 est la suivante : 
terres arables (41 %), forêts (38,2 %), milieux à végétation arbustive et/ou herbacée (9,9 %), zones urbanisées (7,8 %), zones agricoles hétérogènes (3,2 %). L'évolution de l’occupation des sols de la commune et de ses infrastructures peut être observée sur les différentes représentations cartographiques du territoire : la carte de Cassini (XVIIIe siècle), la carte d'état-major (1820-1866) et les cartes ou photos aériennes de l'IGN pour la période actuelle (1950 à aujourd'hui).

### Voies de communication et transports

#### Voies
| 116 odonymes recensés à Villeneuve-de-Marsan au 27 janvier 2014 | 116 odonymes recensés à Villeneuve-de-Marsan au 27 janvier 2014 | 116 odonymes recensés à Villeneuve-de-Marsan au 27 janvier 2014 | 116 odonymes recensés à Villeneuve-de-Marsan au 27 janvier 2014 | 116 odonymes recensés à Villeneuve-de-Marsan au 27 janvier 2014 | 116 odonymes recensés à Villeneuve-de-Marsan au 27 janvier 2014 | 116 odonymes recensés à Villeneuve-de-Marsan au 27 janvier 2014 | 116 odonymes recensés à Villeneuve-de-Marsan au 27 janvier 2014 | 116 odonymes recensés à Villeneuve-de-Marsan au 27 janvier 2014 | 116 odonymes recensés à Villeneuve-de-Marsan au 27 janvier 2014 | 116 odonymes recensés à Villeneuve-de-Marsan au 27 janvier 2014 | 116 odonymes recensés à Villeneuve-de-Marsan au 27 janvier 2014 | 116 odonymes recensés à Villeneuve-de-Marsan au 27 janvier 2014 | 116 odonymes recensés à Villeneuve-de-Marsan au 27 janvier 2014 | 116 odonymes recensés à Villeneuve-de-Marsan au 27 janvier 2014 | 116 odonymes recensés à Villeneuve-de-Marsan au 27 janvier 2014 |
| Allée                                                           | Avenue                                                          | Bld                                                             | Chemin                                                          | Clos                                                            | Impasse                                                         | Montée                                                          | Passage                                                         | Place                                                           | Pont                                                            | Route                                                           | Rue                                                             | Square                                                          | Venelle                                                         | Autres                                                          | Total                                                           |
| --------------------------------------------------------------- | --------------------------------------------------------------- | --------------------------------------------------------------- | --------------------------------------------------------------- | --------------------------------------------------------------- | --------------------------------------------------------------- | --------------------------------------------------------------- | --------------------------------------------------------------- | --------------------------------------------------------------- | --------------------------------------------------------------- | --------------------------------------------------------------- | --------------------------------------------------------------- | --------------------------------------------------------------- | --------------------------------------------------------------- | --------------------------------------------------------------- | --------------------------------------------------------------- |
| 1                                                               | 11                                                              | 0                                                               | 44                                                              | 0                                                               | 12                                                              | 0                                                               | 1                                                               | 7                                                               | 0                                                               | 9                                                               | 27                                                              | 0                                                               | 0                                                               | 4                                                               | 116                                                             |
| Notes « N »                                                     | Notes « N »                                                     | 1. 2. 3. 4. 5.                                                  | 1. 2. 3. 4. 5.                                                  | 1. 2. 3. 4. 5.                                                  | 1. 2. 3. 4. 5.                                                  | 1. 2. 3. 4. 5.                                                  | 1. 2. 3. 4. 5.                                                  | 1. 2. 3. 4. 5.                                                  | 1. 2. 3. 4. 5.                                                  | 1. 2. 3. 4. 5.                                                  | 1. 2. 3. 4. 5.                                                  | 1. 2. 3. 4. 5.                                                  | 1. 2. 3. 4. 5.                                                  | 1. 2. 3. 4. 5.                                                  | 1. 2. 3. 4. 5.                                                  |
| Sources : rue-ville.info & OpenStreetMap                        |                                                                 |                                                                 |                                                                 |                                                                 |                                                                 |                                                                 |                                                                 |                                                                 |                                                                 |                                                                 |                                                                 |                                                                 |                                                                 |                                                                 |                                                                 |

### Risques majeurs
Le territoire de la commune de Villeneuve-de-Marsan est vulnérable à différents aléas naturels : météorologiques (tempête, orage, neige, grand froid, canicule ou sécheresse), inondations, feux de forêts, mouvements de terrains et séisme (sismicité très faible). Un site publié par le BRGM permet d'évaluer simplement et rapidement les risques d'un bien localisé soit par son adresse soit par le numéro de sa parcelle.
Certaines parties du territoire communal sont susceptibles d’être affectées par le risque d’inondation par débordement de cours d'eau, notamment la Midouze, le ruisseau de la Gaube, le ruisseau de Lusson et le ruisseau du Moulin Neuf. La commune a été reconnue en état de catastrophe naturelle au titre des dommages causés par les inondations et coulées de boue survenues en 1989, 1999, 2009, 2013, 2019 et 2020,.
Villeneuve-de-Marsan est exposée au risque de feu de forêt. Depuis le 20 avril 2016, les départements de la Gironde, des Landes et de Lot-et-Garonne disposent d’un règlement interdépartemental de protection de la forêt contre les incendies. Ce règlement vise à mieux prévenir les incendies de forêt, à faciliter les interventions des services et à limiter les conséquences, que ce soit par le débroussaillement, la limitation de l’apport du feu ou la réglementation des activités en forêt. Il définit en particulier cinq niveaux de vigilance croissants auxquels sont associés différentes mesures,.
Les mouvements de terrains susceptibles de se produire sur la commune sont des tassements différentiels.

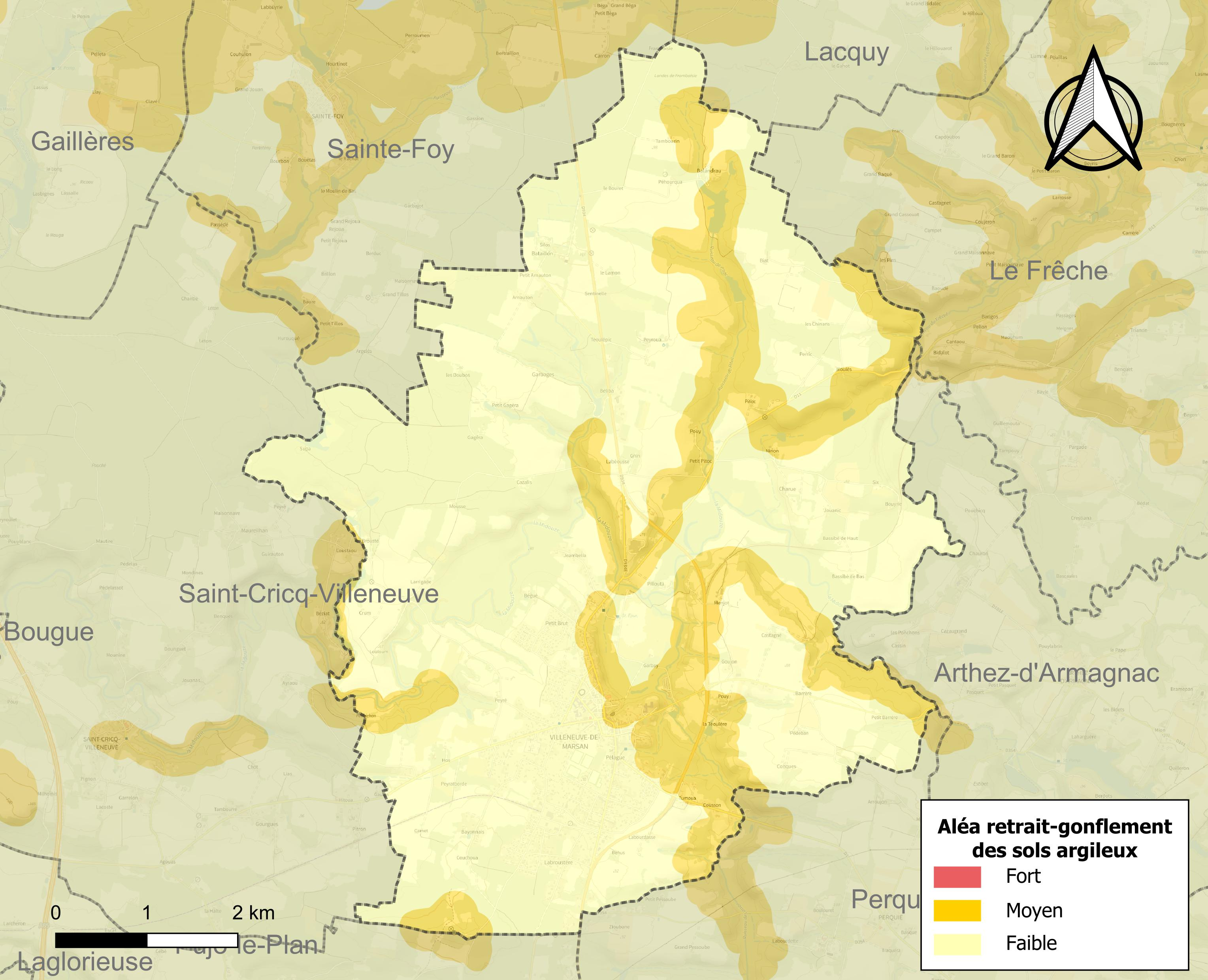
Carte des zones d'aléa retrait-gonflement des sols argileux de Villeneuve-de-Marsan.

Le retrait-gonflement des sols argileux est susceptible d'engendrer des dommages importants aux bâtiments en cas d’alternance de périodes de sécheresse et de pluie. 23,4 % de la superficie communale est en aléa moyen ou fort (19,2 % au niveau départemental et 48,5 % au niveau national). Sur les 1 125 bâtiments dénombrés sur la commune en 2019, 197 sont en aléa moyen ou fort, soit 18 %, à comparer aux 17 % au niveau départemental et 54 % au niveau national. Une cartographie de l'exposition du territoire national au retrait gonflement des sols argileux est disponible sur le site du BRGM,.
Concernant les mouvements de terrains, la commune a été reconnue en état de catastrophe naturelle au titre des dommages causés par des mouvements de terrain en 1999 et 2013.

## Histoire
Villeneuve-de-Marsan est mentionnée pour la première fois en 1272, dans un document des Recogniciones feodorum in Aquitania - un recueil d'actes de l'administration anglaise de la Gascogne - par lequel Arnaud-Loup de Lasserre reconnaît devoir au roi-duc des deveria - des redevances - apud Villannovam. On peut toutefois penser que la ville a été fondée à une date nettement plus ancienne, et que son développement a été favorisé par les qualités du site : bien protégé à l'est par un escarpement naturel, elle était aussi assez proche d'une villa antique dont on a découvert en 1861 des mosaïques et sur laquelle a été levée une église aujourd'hui disparue.

## Politique et administration

### Liste des maires
| Période   | Période   | Identité                                        | Étiquette    | Qualité                                |
| --------- | --------- | ----------------------------------------------- | ------------ | -------------------------------------- |
| 1953      | 1965      | René Mandron                                    |              |                                        |
| 1965      | 1971      | Pierre Blanquie                                 | SFIO puis PS | Médecin Conseiller général (1945-1982) |
| 1971      | mars 1983 | Maurice Roumat                                  |              |                                        |
| mars 1983 | juin 1995 | Jacques Dutin                                   | PS           | Conseiller général (1982-1994)         |
| juin 1995 | mars 2001 | Daniel Pinte                                    |              |                                        |
| mars 2001 | mars 2008 | Yves Pujos                                      |              |                                        |
| mars 2008 | mars 2019 | Bernard Roumat                                  | PS           | Artisan retraité                       |
| mars 2019 | En cours  | Patrick Campagne Réélu pour le mandat 2020-2026 | PCF          |                                        |

### Jumelage
Depuis 1991, Villeneuve-de-Marsan est jumelée avec le village de Pougyango au Burkina Faso permettant une aide au développement pour les projets et infrastructures locales (projet de dispensaire-maternité, parrainage d'enfant pour la scolarisation, développement du micro-crédit)[réf. nécessaire].

## Démographie
L'évolution du nombre d'habitants est connue à travers les recensements de la population effectués dans la commune depuis 1793. Pour les communes de moins de 10 000 habitants, une enquête de recensement portant sur toute la population est réalisée tous les cinq ans, les populations de référence des années intermédiaires étant quant à elles estimées par interpolation ou extrapolation. Pour la commune, le premier recensement exhaustif entrant dans le cadre du nouveau dispositif a été réalisé en 2007.

En 2022, la commune comptait 2 487 habitants, en évolution de +2,68 % par rapport à 2016 (Landes : +5,78 %, France hors Mayotte : +2,11 %).
| 1793  | 1800  | 1806  | 1821  | 1831  | 1836  | 1841  | 1846  | 1851  |
| ----- | ----- | ----- | ----- | ----- | ----- | ----- | ----- | ----- |
| 1 600 | 1 306 | 1 303 | 1 338 | 1 604 | 1 611 | 1 560 | 1 826 | 1 905 |

| 1856  | 1861  | 1866  | 1872  | 1876  | 1881  | 1886  | 1891  | 1896  |
| ----- | ----- | ----- | ----- | ----- | ----- | ----- | ----- | ----- |
| 2 062 | 2 059 | 2 128 | 2 103 | 2 125 | 2 069 | 2 086 | 1 998 | 1 903 |

| 1901  | 1906  | 1911  | 1921  | 1926  | 1931  | 1936  | 1946  | 1954  |
| ----- | ----- | ----- | ----- | ----- | ----- | ----- | ----- | ----- |
| 1 841 | 1 878 | 1 841 | 1 567 | 1 610 | 1 567 | 1 613 | 1 514 | 1 609 |

| 1962  | 1968  | 1975  | 1982  | 1990  | 1999  | 2006  | 2007  | 2012  |
| ----- | ----- | ----- | ----- | ----- | ----- | ----- | ----- | ----- |
| 1 848 | 1 915 | 2 122 | 2 035 | 2 107 | 2 112 | 2 306 | 2 333 | 2 378 |

| 2017  | 2022  | - | - | - | - | - | - | - |
| ----- | ----- | - | - | - | - | - | - | - |
| 2 413 | 2 487 | - | - | - | - | - | - | - |

## Lieux et monuments

### Édifices et sites
- Église Saint-Hippolyte de Villeneuve-de-Marsan

### Galerie

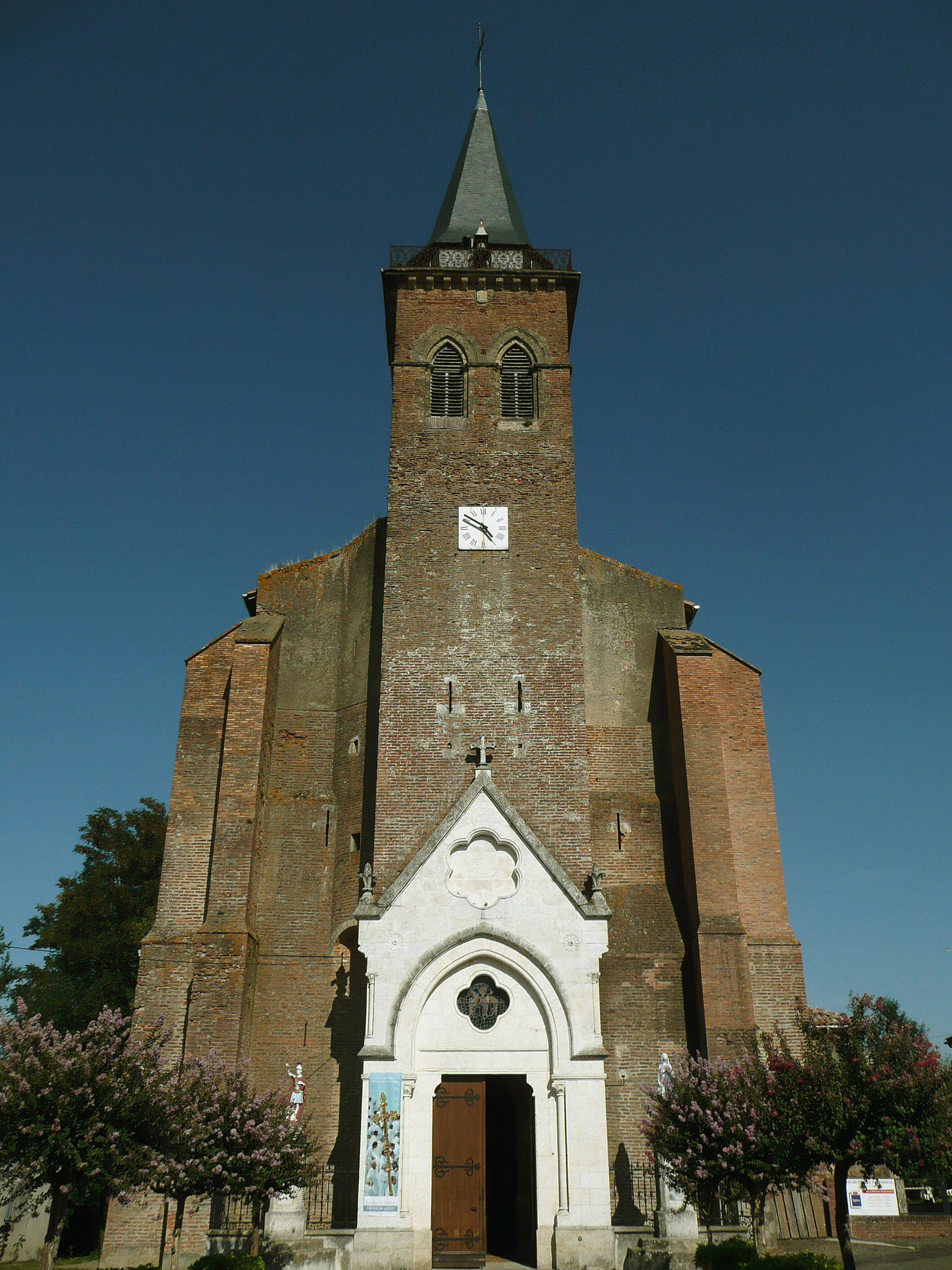
Église Saint-Hippolyte.
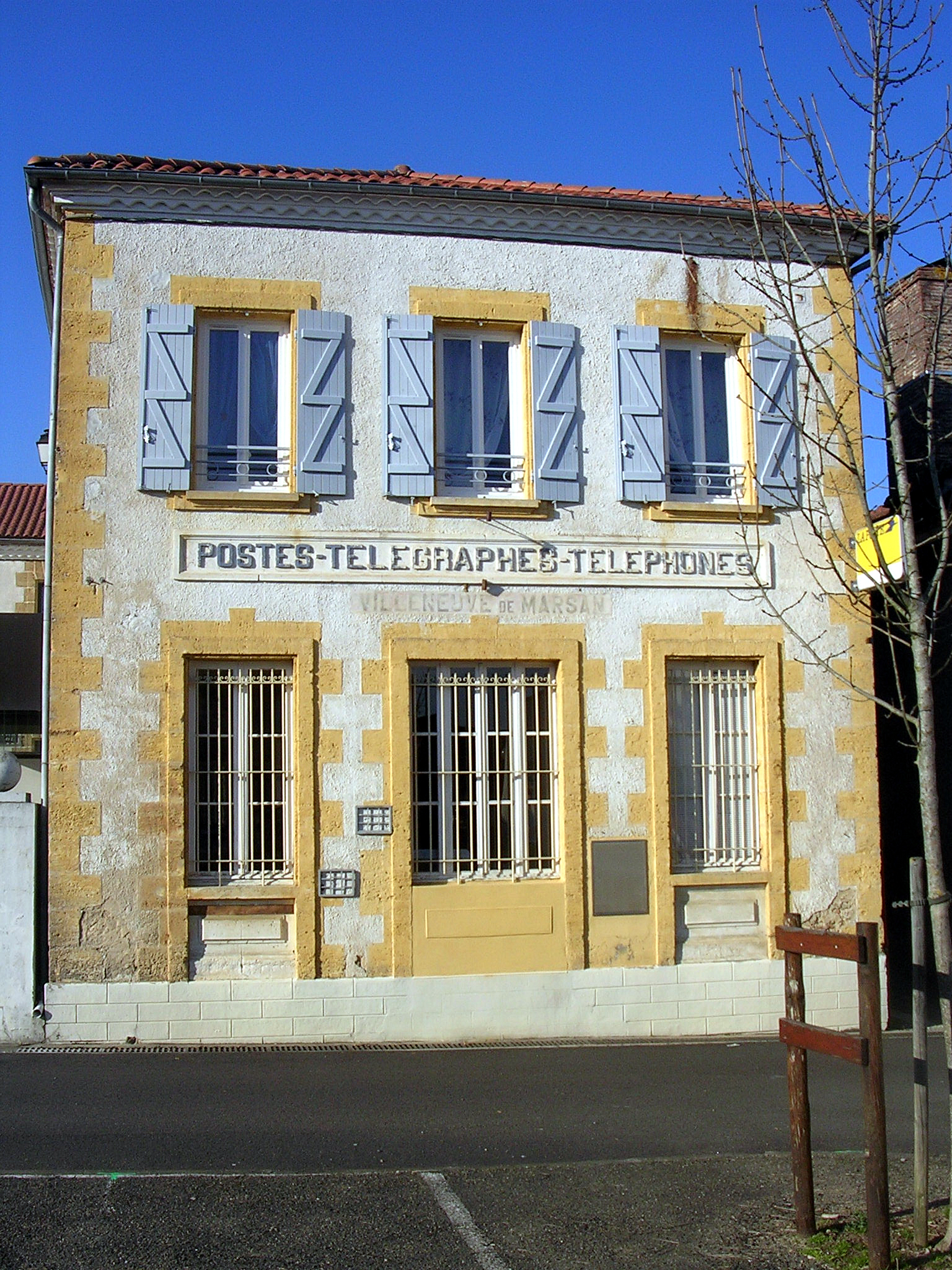
Ancien bureau des PTT.
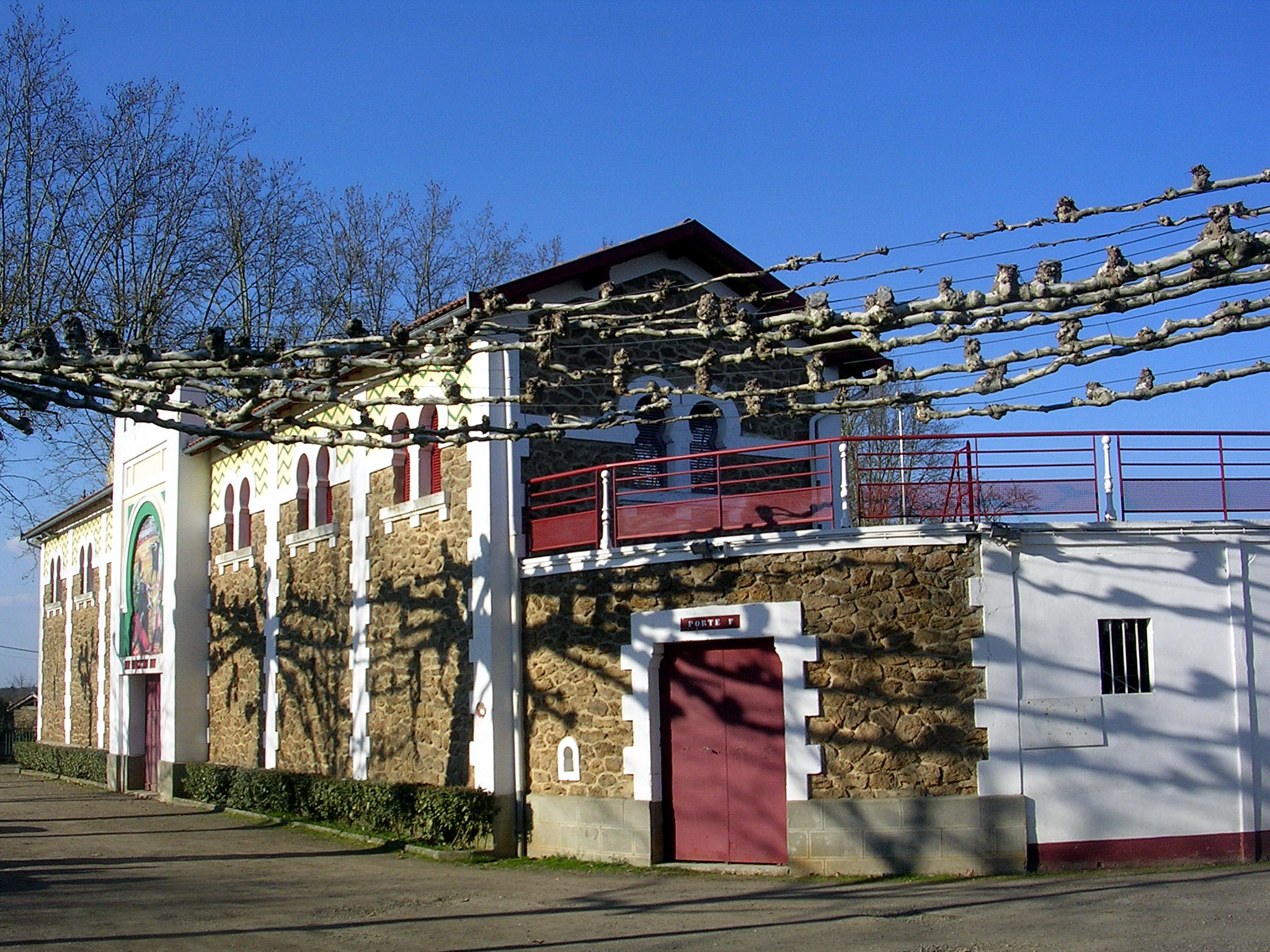
Arènes de Villeneuve-de-Marsan.
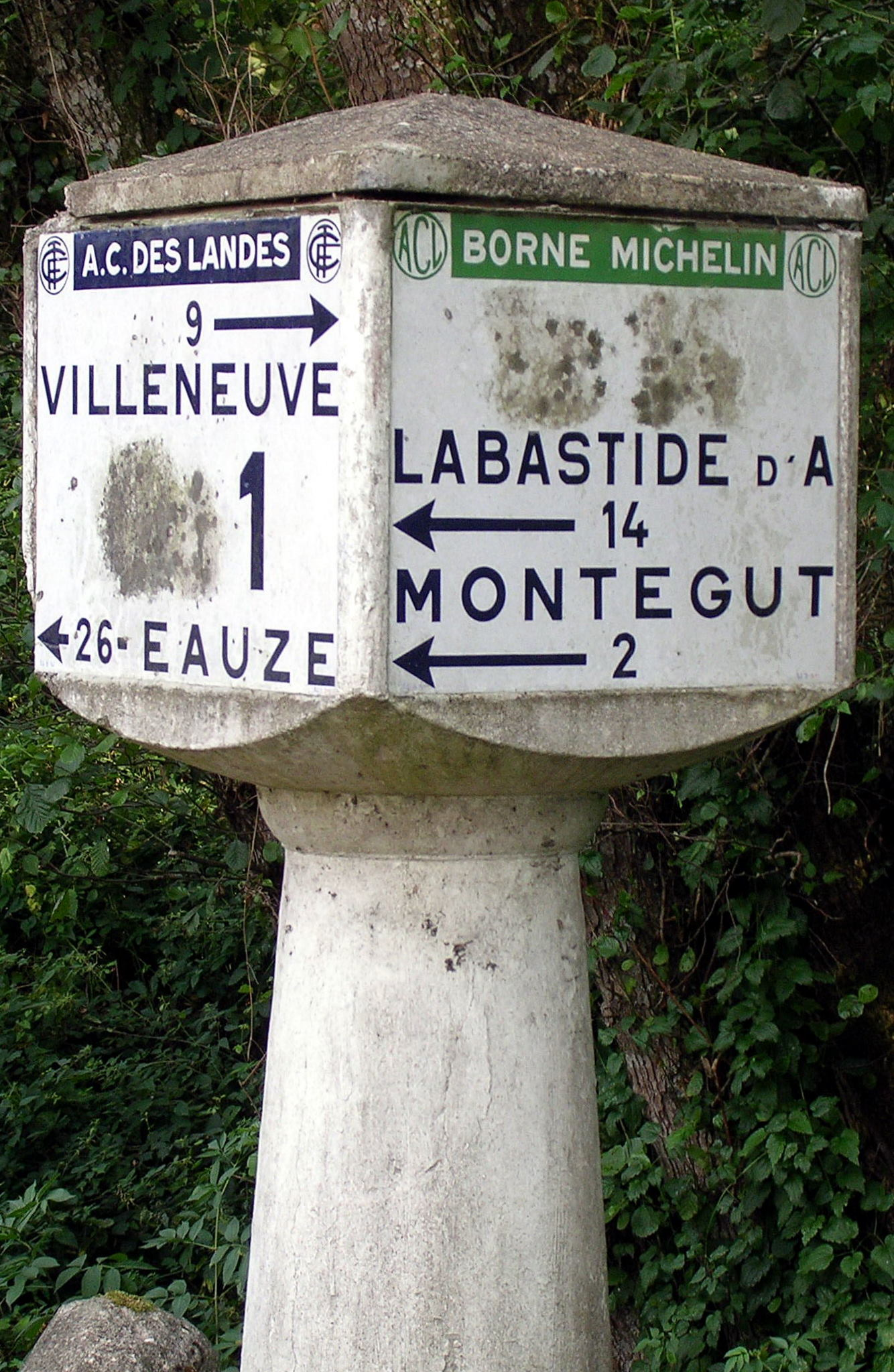
Borne Michelin près de Villeneuve-de-Marsan.

## Personnalités liées à la commune
- André Carrère (1924-2015), joueur de rugby à XV, né dans la commune.
- Hélène Darroze (1967) : grande chef cuisinier (2 étoiles au Guide Michelin). En 1895, son arrière-grand-père ouvre l'auberge « Le Relais » à Villeneuve-de-Marsan, reprise par son grand-père Jean et sa grand-mère Charlotte, puis par son père.
- Jean Mauriet de Flory (1755-1838), homme politique français né dans la commune.
- Madame Fraya (1871-1954), voyante française née dans la commune.
- Pierre-Oscar Réveil (1821-1865), docteur, né dans la commune.
- Olivier Roumat : ancien capitaine du XV de France.

## Vie locale
- 2 marché : place des États du Marsan le mercredi et place de la Liberté le samedi.

## Sports
La jeunesse sportive Villeneuve-de-Marsan club de rugby à XV jouant dans le championnat de France de 3e division fédérale. Le club est finaliste pour la saison 2006-2007. Elle évolue en championnat de France de 2e division fédérale à partir de la saison 2007-2008.
Pour la saison 2017-208 elle est engagée en 3e division fédérale.
il y a aussi :
- un club de football (USArmagnac)
- 2 club de danse (moderne jazz et contemporaine)
- un club de judo 
- un club de handball (HBCV)
- un club de tennis